# Liste der Mitglieder der Deutschen Akademie der Naturforscher Leopoldina/1712
Die Liste der Mitglieder der Deutschen Akademie der Naturforscher Leopoldina für 1712 enthält alle Personen, die im Jahr 1712 zum Mitglied ernannt wurden. Insgesamt gab es vier gewählte Mitglieder.

## Mitglieder
| Nr. | Name                     | Beiname     | Geboren       | Aufnahme | Gestorben     | Bild                   | Datenbank |
| --- | ------------------------ | ----------- | ------------- | -------- | ------------- | ---------------------- | --------- |
| 292 | Johann Christian Lehmann | Antenor II. | 16. Juni 1675 | 23. Jan. | 19. Jan. 1739 |                        | 4200      |
| 293 | Johann Adam Gensel       | Diodorus I. | 26. Okt. 1677 | 1. Feb.  | 31. Aug. 1720 |                        | 2906      |
| 294 | Abraham Vater            | Antipater   | 7. Dez. 1684  | 7. Nov.  | 18. Nov. 1751 |                        | 7027      |
| 295 | Johann Abraham Merklin   | Chiron III. | 9. Juli 1674  | 21. Dez. | 1729          | Johann Abraham Merklin | 5618      |